# لوباتانز
«لوباتانز» (Louboutins) تک‌آهنگی از هنرمند اهل ایالات متحده آمریکا جنیفر لوپز است که در ۸ دسامبر ۲۰۰۹ منتشر شد. این ترانه رتبه ۱ را در «چارت دنس کلاب آمریکا» به دست آورد.